# Pappel-Kleiebecherling
Der Pappel-Kleiebecherling (Encoelia fascicularis) oder auch Schwarzbrauner Büschelbecherling ist eine Pilzart aus der Familie der Cenangiaceae und lebt auf abgestorbenen Ästen von Pappeln.

## Merkmale

### Makroskopische Merkmale
Der Pappel-Kleiebecherling bildet auf abgestorbenen, frisch abgefallenen Ästen becherförmige, ungestielte, 5–10 mm breite Fruchtkörper, die Apothecien. Sie besitzen eine graue, kleiige Außenseite, das Excipulum. Das kleiige Aussehen erhalten sie durch dessen rundlichen Zellen. Die Fruchtschicht, das Hymenium, ist braun bis schwarzbraun. Sie treten dicht büschelig auf.

### Mikroskopische Merkmale
Die glatten, unseptierten Ascosporen sind hyalin und zylindrisch bis leicht wurstförmig (allantoid). Sie messen 12–15 × 3,5–4 μm.

## Ökologie und Verbreitung
Der Pappel-Kleiebecherling lebt saprophytisch auf frisch abgefallenen Ästen von Pappeln. Er ist praktisch das ganze Jahr über anzutreffen, am häufigsten jedoch in milden Wintermonaten und im Frühjahr. Er ist recht selten. Seine Verbreitung beschränkt sich auf Mittel- und Nordeuropa. In Österreich wurden Funde aus den Bundesländern Vorarlberg, Kärnten, Steiermark, Niederösterreich und Wien gemeldet.

## Systematik
Ursprünglich von Johannes Baptista von Albertini und Lewis David von Schweinitz als Peziza fascicularis 1805 beschrieben, stellte Petter Adolf Karsten die Art 1871 zur neu errichteten Gattung Encoelia.